# Skunk Fu!
Skunk Fu! (no Brasil: Gambá Kung Fu e em Portugal: Skunk Fu) é uma série de desenho animado britânica/irlandesa exibida em mais de 100 países ao redor do mundo. Sua transmissão foi de 9 de julho de 2007 até 31 de janeiro de 2008. O desenho se passa em um vale onde moram diversos animais que lutam Kung Fu. No Brasil, a série foi exibida pelo Jetix e pela Band. Em Portugal, a série foi exibida pelo Biggs. A série se estreou de aires às 8:30 p.m. ET/PT tempo em 8 de maio de 2008 em Cartoon Network nos Estados Unidos.

## Sinopse
Há muito tempo, existia um vale protegido pelo Dragão. Mas ele foi punido pelos céus por sua arrogância e culpou todos os animais do vale, e agorá está preso em uma montanha. Ele trama com o Babuíno e seus Macacos Ninjas, a dominação do vale, provocando uma grande guerra. Talvez a única esperança seja o aprendiz do mestre Panda, o Gambá. Este foi dado ao Panda, quando uma cegonha que o levava para seus verdadeiros pais, o deixou cair e ele foi parar nas mãos do Panda, que ganhou a missão de treiná-lo a tempo.

## Personagens
- Gambá: é o personagem principal da série e o aprendiz do Panda. ele é muito agitado e preguiçoso. Gosta de lutar (embora às vezes perca uma luta). É chamado de pirralho pelo Coelho e sempre brinca com seus amigos Búfalo e Pássaro.
- Panda: é o mestre do Gambá e líder de todo o vale. Antigamente Panda e Dragão eram amigos, mas após o Dragão ir para o lado do mal, Panda tem o desafio de ensinar a antiga arte do kung fu ao Gambá. De alguma maneira ele sempre sabe o que o Gambá apronta mesmo sendo escondido.
- Coelho: é um lutador de kung-fu e um dos aprendizes do Panda, porém pouco irresponsável. Sempre chama o Gambá de pirralho e diz que o Panda está errado. O Coelho mora numa toca um pouco longe do Vale, mas é um habitante deste.
- Raposa: ela é uma das garotas do Vale, bonita e forte, sendo também lutadora de kung-fu e outra aprendiz do Panda.
- Porco: é um dos amigos do Gambá. Acredite ou não, ele é um mestre do kung-fu. Diz a lenda que, no ano do porco, ele se transforma em um porco selvagem a procura de trufas, mas ele não é o único que é atrás dessas trufas.
- Dragão: é uma imensa criatura que, antigamente, protegia o vale, mas ele foi punido pela sua arrogância, e culpou o povo de lá. Ele é o ex-amigo do Panda e o líder da Montanha do Dragão. Ele está preso em uma prisão de gelo e por isso manda seu exército atacar o Vale.
- Babuíno: é um dos antagonistas principais da série e o parceiro do Dragão, que sempre tenta acabar com o vale, mas nunca consegue por causa de sua falta de estratégias e de seus Macacos Ninja desregulados.
- Macacos Ninja: são guerreiros ninja comandados pelo Babuíno, porém são muito desregulados, e assim como o Babuíno, eles não possuem estratégia.
- Búfalo: é outro amigo do Gambá. Quase nunca pensa, mas no episódio "A Arte da Mente Vazia" (The Art of No Mind), por não pensar, ele consegue enxergar os macacos invisíveis.
- Pássaro: é outro amigo do Gambá. Quase nunca faz nada. Ele e o Búfalo são grandes amigos e quase sempre são vistos juntos.
- Dr. Tartaruga: é outro mestre de kung-fu, sendo também médico do Vale. Usa um chapéu chinês de palha e faz sempre poções curativas.
- Tigre: é o habitante mais assustado do vale. Diz que já enfrentou o Dragão e que é por isso é muito corajoso, mas na verdade, ele é muito medroso e covarde.
- Pata: é a cozinheira do Vale e muito inteligente. De vez em quando ela dá alguns conselhos ao Gambá.
- Louva-a-Deus: é um estranho inseto verde que fala que é um lutador poderoso, mas na verdade, ele é um inseto convencido que diz que um dia irá enfrentar o Dragão, só os dois, mano a mano.

## Episódios
1. A Arte de Grudar/A Arte da Rivalidade
2. A Arte de Arremessar Macacos/A Arte de Deixá-los Rindo
3. A Arte da Atitude/A Arte da Vingança
4. A Arte de Cavar Túneis/A Arte do Jogo das Castanhas
5. A Arte da Mente Vazia/A Arte do Kung Fruta
6. A Arte de Controlar os Sonhos/A Arte de Ver na Escuridão
7. A Arte de Roubar/A Arte da Responsabilidade
8. A Arte de Vigiar o Dr. Tartaruga/A Arte da Lavagem Cerebral
9. A Arte do Truffling/A Arte da Paciência
10. A Arte de Being a Pebble/A Arte de Passar a Bola
11. A Arte de Ficar Emperrado/A Arte do Ataque de Risos
12. A Arte do Toque/A Arte da Hospitalidade
13. A Arte da Sorte/A Arte da Resistência
14. A Arte do Relâmpago/A Arte do Double Cross
15. A Arte da Paixonite/A Arte de Assoar o Nariz
16. A Arte das Pequenas Vitórias/A Arte da Influência
17. A Arte da Preguiça/A Arte de Empinar Pipas
18. A Arte do Fedor/A Arte da Luta do Leque
19. A Arte da Cozinha Chinesa/A Arte do Mestre Atordoado
20. A Arte de Ser Pesado/A Arte da Estratégia
21. A Arte do Wu-Shu/A Arte da Cerimônia do Chá
22. A Arte da Arte/A Arte da Iniciação
23. A Arte de Espionar/A Arte de Enganar Macacos
24. A Arte de Amar Macacos/A Arte de Enxergar sem Ver
25. A Arte de Trocar de Destino/A Arte de Respirar Debaixo D'Água
26. A Arte de Contar a História (partes 1 e 2)